# Obornjača
Obornjača (srbsky Оборњача, maďarsky Völgypart) je vesnice v severní části Srbska, administrativně spadající pod opštinu Ada. Vesnice leží v rovinaté krajině panonské nížiny severně od meandrující říčky Čik.
Z národnostního hlediska je obyvatelstvo v drtivé většině maďarské národnosti (přes 90 %). Počet obyvatel Obornjači se pohybuje okolo několika set lidí, roku 2011 zde žilo 326 osob. Počet obyvatel sídla setrvale klesá.
Vesnice je známá tím, že se zde nachází větrný mlýn.